# Бои под Шацком
Бой под Шацком — одно из немногих боестолкновений между остатками польских войск и подразделениями Красной Армии в ходе Польского похода РККА. События имели место 29 — 30 сентября 1939 года в городе Шацк и его окрестностях.
В польских источниках — Битва под Шацком

## Диспозиция
Польские войска, лишившиеся единого управления на второй неделе боевых действий, в основном стремились перейти в Венгрию или Румынию. Войска Украинского фронта к исходу 29 сентября находились на линии Пугачув — Пяски — Пиотркув — Кржемень — Билгорай — Перемышль — верховья реки Сан, при том что в тылу у них находились десятки разрознённых формирований польских войск, часть из которых сохранила единое командование. Наиболее крупная группировка находилась в Полесье — польская оперативная группа «Полесье» (около 18 тыс. человек), сформированная из пограничных частей, жандармерии, мелких гарнизонов и моряков Пинской флотилии под командованием генерала Францишека Клееберга, которая отходила на запад.

## Ход событий
27 сентября 1939 года 52-я стрелковая дивизия, переданная в этот день из состава 23-го стрелкового корпуса Белорусского фронта в подчинение 15-го стрелкового корпуса 5-й армии Украинского фронта, продвигалась севернее Припяти от Кобрина на Влодаву, достигнув к вечеру района Малориты. В 16 часов 411-й танковый батальон и 54-й противотанковый дивизион заняли Шацк, взяв в плен 429 польских военнослужащих. В то же время 28-й отдельный сапёрный батальон продвигался к Влодаве, на подступах к которой он был обстрелян и, потеряв несколько бойцов ранеными, стал отходить.
Утром 28 сентября в Шацке советские подразделения были дезинформированы о том, что за городом находится отряд поляков, готовых сдаться в плен. Не проверив эту информацию, 411-й танковый батальон (имевший до 15 Т-26 и 15 Т-38) двинулся колонной и в дефиле озер Люцимир и Круглое был обстрелян польской артиллерией, потеряв 7 человек. Атакованные советские части, не имея связи с командованием дивизии, стали отходить. В ночь на 29 сентября отряд пограничников, во главе с полковником Никодимом Суликом, вновь занял Шацк. 28 сентября 58-й стрелковый полк и разведбатальон 52-й стрелковой дивизии на перешейке между рекой Западный Буг и озером Пулемецкое вступили в бой с польским подразделением, имевшим в своём распоряжении большое количество станковых и ручных пулемётов. Попытка окружения советских частей, предпринятая отрядом Корпуса Охраны Границы, не удалась. Поспешно отступившим советским подразделениям удалось вырваться из кольца.
В результате ночного боя польские части у Мельники, силой до полутора батальонов, были окружены 112-м стрелковым полком и к 8 часам 29 сентября сдались. В то же время 411-й танковый батальон, ведший бой за овладение Шацком и стремившийся выйти в тыл противника через дефиле озер Черное и Люцемир, был обстрелян противотанковыми орудиями и понёс большие потери.
Следующим столкновением противников стал бой под Вытично.

## Итоги боя
Проведённый позже разбор итогов боя показал, что личный состав 52-й стрелковой дивизии, ранее имевшей задачи по оборудованию и обороне укреплённого района, привыкший к относительно спокойному продвижению по территории Западной Белоруссии, оказался не готов к ожесточённому сопротивлению поляков. Действуя в лесисто-болотистой местности, части дивизии зачастую не имели связи друг с другом. Лишь к 9 утра 29 сентября командованию дивизии удалось навести порядок в частях. Все эти факторы привели к затягиванию боев и высоким потерям. 81 человек был убит (в том числе командир 411-го танкового батальона капитан Насенюк) и 184 ранены (в том числе командир дивизии полковник Иван Руссиянов), подбито 5 танков Т-26, 2 Т-38, 2 трактора и 3 противотанковых орудия.
В Мельниках были расстреляны красноармейцами 18 взятых в плен польских офицеров-пограничников.

## Источник
- Мельтюхов М. И. Советско-польские войны. Военно-политическое противостояние 1918—1939 гг. Часть третья. Сентябрь 1939 года. Война с запада — М., 2001.